# Eudistoma laysani
Eudistoma laysani is een zakpijpensoort uit de familie van de Polycitoridae. De wetenschappelijke naam van de soort is, als Distoma laysani, voor het eerst geldig gepubliceerd in 1900 door Sluiter.